# Coleophora trientella
Coleophora trientella — вид лускокрилих комах родини чохликових молей (Coleophoridae).

## Поширення
Вид трапляється у Словенії, Словаччині, Угорщині, Румунії, Сербії, Чорногорії, Україні, півдні Росії, Туркменістані, Палестині та Китаї. Трапляється в пустельних біотопах та на солончаках.

## Спосіб життя
Імаго знаходяться на крилі навесні та наприкінці літа. Існує два покоління на рік. Личинки живуть у темно-коричневих чохликах завдовжки 4-5 мм. Живляться квітками Corispermum.